# Bédiala
Bédiala este o comună din departamentul Daloa, regiunea Haut-Sassandra, Coasta de Fildeș.